# Roger Évrard
Pour les articles homonymes, voir Évrard.
Roger Évrard, né le 5 avril 1925 à Marissel et mort le 19 juillet 2008 à Antony, est un homme politique français.

## Détail des fonctions et des mandats
Mandat parlementaire
- 25 novembre 1962 - 2 avril 1967 : Député de la 1re circonscription du Finistère